# Funk Upon a Rhyme
Funk Upon a Rhyme è il secondo album del rapper statunitense Kokane, pubblicato il 12 aprile del 1994 da Ruthless e Relativity Records. Nel 2007 è ripubblicato da Sony Music per il mercato nipponico. In maniera più evidente rispetto al debutto, spesso Kokane è contemporaneamente stonato e fuori tempo.
L'ultima canzone è un dissing verso Tha Dogg Pound, Snoop Dogg, Dr. Dre e la Death Row.
| Recensione | Giudizio |
| ---------- | -------- |
| AllMusic   | [ 1 ]    |

## Tracce
1. Ridin' On The Funk – 4:03
2. From The Funk To The Back – 5:04
3. Mo' Water – 4:37
4. Slow Burnin' 22.5 Degrees Fahrenheit – 4:26
5. I Need Representation – 4:45
6. My Day Is Coming – 4:40
7. All Bark No Bite (featuring Tha Alkaholiks) – 5:22
8. Bakin' Soda Free – 4:19
9. The Aftermath (featuring Above the Law & Dirty Red) – 5:15
10. No Pain, No Gain – 4:47
11. Funkinmuffin – 5:27
12. Shots Out – 2:26
13. Shit, Goddamm (featuring Black Hole Of Watts) – 4:37
14. Don't Bite The Phunk (featuring Cold 187um) – 8:44

Durata totale: 68:32